# 2720 Pyotr Pervyj
2720 Pyotr Pervyj este un asteroid din centura principală, descoperit pe 6 septembrie 1972, de Liudmila Juravliova.